# Coppa Italia 1984-1985
La Coppa Italia 1984-1985 fu la 38ª edizione della manifestazione calcistica.
Iniziò il 22 agosto 1984 e si concluse il 3 luglio 1985.
Fu vinta dalla Sampdoria, in finale contro il Milan.

## Risultati

### Primo turno

#### Girone 1
| Squadra   | P.ti | G | V | N | P | GF | GS | DR |
| --------- | ---- | - | - | - | - | -- | -- | -- |
| Milan     | 7    | 5 | 2 | 3 | 0 | 6  | 3  | +3 |
| Parma     | 6    | 5 | 2 | 2 | 1 | 4  | 3  | +1 |
| Triestina | 6    | 5 | 2 | 2 | 1 | 3  | 4  | -1 |
| Como      | 5    | 5 | 2 | 1 | 2 | 6  | 4  | +2 |
| Carrarese | 3    | 5 | 1 | 1 | 3 | 5  | 7  | -2 |
| Brescia   | 3    | 5 | 0 | 3 | 2 | 4  | 7  | -3 |

Parma qualificato per la migliore differenza reti.
| Arbitro: | Leni (Perugia) |

|                           |           |  |
| Cacciatori 50’ Savino 88’ | Marcatori |  |

| Arbitro: | Pairetto (Torino) |

|            |           |                                      |
| Aselli 10’ | Marcatori | 15’ (rig.) Di Bartolomei 43’ Hateley |

| Arbitro: | D'Innocenzo (Ciampino) |

|              |           |  |
| De Falco 48’ | Marcatori |  |

| Arbitro: | Pellicanò (Reggio Calabria) |

|                          |           |                  |
| Di Bartolomei 64’ (rig.) | Marcatori | 22’ (aut.) Galli |

| Arbitro: | Ongaro (Rovigo) |

|  |           |              |
|  | Marcatori | 80’ Del Nero |

| Arbitro: | Boschi (Parma) |

|                           |           |            |
| Braghin 15’ Chiarenza 78’ | Marcatori | 19’ Zerbio |

| Arbitro: | Gabbrielli (Prato) |

|              |           |                |
| Chiodini 68’ | Marcatori | 48’ Fermanelli |

| Arbitro: | Paparesta (Bari) |

|  |           |                               |
|  | Marcatori | 72’ (aut.) P.Rossi 84’ Virdis |

| Arbitro: | Bianciardi (Siena) |

|                                     |           |  |
| Matteoli 53’ Todesco 58’ Muller 84’ | Marcatori |  |

| Arbitro: | Vecchiatini (Bologna) |

|                         |           |                     |
| Lombardi 4’ Menconi 81’ | Marcatori | 21’, 37’ Maragliulo |

| Arbitro: | Baldi (Roma) |

|                |           |             |
| Battistini 53’ | Marcatori | 74’ Todesco |

| Parma 2 settembre 1984, ore 20:45 CEST 4ª giornata | Parma         | 0 – 0 referto | Triestina | Stadio Ennio Tardini\| Arbitro: \| Longhi (Roma) \| |
| Arbitro:                                           | Longhi (Roma) |               |           |                                                     |

| Arbitro: | Testa (Prato) |

|  |           |                         |
|  | Marcatori | 19’ Todesco 22’ Manarin |

| Arbitro: | Lamorgese (Potenza) |

|         |           |  |
| Pin 89’ | Marcatori |  |

| Trieste 9 settembre 1984, ore 16:30 CEST 5ª giornata | Triestina        | 0 – 0 referto | Milan | Stadio Giuseppe Grezar\| Arbitro: \| Lanese (Messina) \| |
| Arbitro:                                             | Lanese (Messina) |               |       |                                                          |

#### Girone 2
| Squadra     | P.ti | G | V | P | S | GF | GS | DG |
| ----------- | ---- | - | - | - | - | -- | -- | -- |
| Inter       | 9    | 5 | 4 | 1 | 0 | 9  | 1  | +8 |
| Pisa        | 7    | 5 | 2 | 3 | 0 | 9  | 5  | +4 |
| Avellino    | 6    | 5 | 2 | 2 | 1 | 4  | 4  | 0  |
| Bologna     | 4    | 5 | 1 | 2 | 2 | 4  | 5  | -1 |
| Francavilla | 2    | 5 | 0 | 2 | 3 | 5  | 9  | -4 |
| SPAL        | 2    | 5 | 0 | 2 | 3 | 4  | 11 | -7 |

| Bologna 22 agosto 1984, ore 21:00 CEST 1ª giornata | Bologna            | 0 – 0 referto | Avellino | Stadio Renato Dall'Ara\| Arbitro: \| Sguizzato (Verona) \| |
| Arbitro:                                           | Sguizzato (Verona) |               |          |                                                            |

| Francavilla al Mare 22 agosto 1984, ore 20:45 CEST 1ª giornata | Francavilla                | 0 – 0 referto | Pisa | Stadio Valle Anzuca\| Arbitro: \| Esposito (Torre del Greco) \| |
| Arbitro:                                                       | Esposito (Torre del Greco) |               |      |                                                                 |

| Arbitro: | Mattei (Macerata) |

|  |           |                                         |
|  | Marcatori | 27’ Brady 36’ Rummenigge 84’ Mandorlini |

| Arbitro: | Pirandola (Lecce) |

|                   |           |                                 |
| Nobili 65’ (rig.) | Marcatori | 34’ (aut.) Spina 86’ Barbadillo |

| Bologna 26 agosto 1984, ore 21:00 CEST 2ª giornata | Bologna           | 0 – 0 referto | SPAL | Stadio Renato Dall'Ara\| Arbitro: \| Frigerio (Milano) \| |
| Arbitro:                                           | Frigerio (Milano) |               |      |                                                           |

| Lucca 26 agosto 1984, ore 20:45 CEST 2ª giornata | Pisa              | 0 – 0 referto | Inter | Stadio Porta Elisa \| Arbitro: \| Pairetto (Torino) \| |
| Arbitro:                                         | Pairetto (Torino) |               |       |                                                        |

| Arbitro: | Baldi (Roma) |

|                                |           |          |
| Altobelli 4’, 21’ Pasinato 74’ | Marcatori | 76’ Susi |

| Arbitro: | Da Pozzo (Monza) |

|                           |           |            |
| Armenise 67’ Baldieri 77’ | Marcatori | 90’ Frutti |

| Arbitro: | Baldi (Roma) |

|             |           |  |
| Ferroni 83’ | Marcatori |  |

| Arbitro: | Ballerini (La Spezia) |

|  |           |               |
|  | Marcatori | 36’ Altobelli |

| Arbitro: | Casarin (Milano) |

|             |           |           |
| Faccini 57’ | Marcatori | 44’ Kieft |

| Arbitro: | Bruschini (Firenze) |

|               |           |            |
| Bresciani 24’ | Marcatori | 9’ Magnini |

| Arbitro: | Greco (Lecce) |

|                               |           |                               |
| Nobili 18’ (rig.) Magnini 65’ | Marcatori | 2’ Marocchino 13’, 61’ Frutti |

| Arbitro: | Paparesta (Bari) |

|                                  |           |  |
| Amodio 44’ (aut.) Rummenigge 66’ | Marcatori |  |

| Arbitro: | Magni (Bergamo) |

|                                                    |           |                                                                 |
| Lamia Caputo 14’ Ferretti 25’ Bresciani 81’ (rig.) | Marcatori | 20’ Mariani 47’, 50’ (rig.), 70’ (rig.) Kieft 53’, 86’ Baldieri |

#### Girone 3
| Squadra   | P.ti | G | V | N | P | GF | GS | DR |
| --------- | ---- | - | - | - | - | -- | -- | -- |
| Roma      | 8    | 5 | 3 | 2 | 0 | 8  | 2  | +6 |
| Genoa     | 6    | 5 | 2 | 2 | 1 | 7  | 4  | +3 |
| Lazio     | 6    | 5 | 2 | 2 | 1 | 8  | 6  | +2 |
| Varese    | 5    | 5 | 0 | 5 | 0 | 2  | 2  | 0  |
| Padova    | 4    | 5 | 1 | 2 | 2 | 3  | 5  | -2 |
| Pistoiese | 1    | 5 | 0 | 1 | 4 | 1  | 10 | -9 |

Genoa qualificato per la migliore differenza reti.
| Alessandria 22 agosto 1984, ore 20:45 CEST 1ª giornata | Genoa               | 0 – 0 referto | Varese | Stadio Giuseppe Moccagatta \| Arbitro: \| Lamorgese (Potenza) \| |
| Arbitro:                                               | Lamorgese (Potenza) |               |        |                                                                  |

| Arbitro: | Pezzella (Frattamaggiore) |

|                                 |           |  |
| Laudrup 22’ Giordano 74’ (rig.) | Marcatori |  |

| Arbitro: | Ballerini (La Spezia) |

|  |           |          |
|  | Marcatori | 76’ Nela |

| Arbitro: | Magni (Bergamo) |

|         |           |                     |
| Elói 1’ | Marcatori | 10’ (rig.) Giordano |

| Pistoia 26 agosto 1984, ore 20:45 CEST 2ª giornata | Pistoiese             | 0 – 0 referto | Varese | Stadio Comunale\| Arbitro: \| Vecchiatini (Bologna) \| |
| Arbitro:                                           | Vecchiatini (Bologna) |               |        |                                                        |

| Arbitro: | Lombardo (Marsala) |

|                       |           |                           |
| Cerezo 4’ Giannini 6’ | Marcatori | 38’ Pradella 84’ Sorbello |

| Arbitro: | Pellicanò (Reggio Calabria) |

|                                      |           |                     |
| Giordano 12’ Laudrup 71’ D'Amico 86’ | Marcatori | 84’ (rig.) Parlanti |

| Arbitro: | Testa (Prato) |

|  |           |              |
|  | Marcatori | 70’ Faccenda |

| Varese 29 agosto 1984, ore 20:45 CEST 3ª giornata | Varese            | 0 – 0 referto | Roma | Stadio Franco Ossola\| Arbitro: \| Mattei (Macerata) \| |
| Arbitro:                                          | Mattei (Macerata) |               |      |                                                         |

| Arbitro: | Frigerio (Milano) |

|              |           |  |
| Sorbello 65’ | Marcatori |  |

| Arbitro: | Redini (Pisa) |

|                              |           |  |
| Graziani 27’, 83’ Pruzzo 80’ | Marcatori |  |

| Arbitro: | Esposito (Torre del Greco) |

|                            |           |                          |
| Strappa 48’ Pellegrini 82’ | Marcatori | 14’ Laudrup 63’ Podavini |

| Arbitro: | Pirandola (Lecce) |

|                                         |           |  |
| Benedetti 50’, 85’ Auteri 52’, 82’, 90’ | Marcatori |  |

| Padova 9 settembre 1984, ore 16:30 CEST 5ª giornata | Padova            | 0 – 0 referto | Varese | Stadio Silvio Appiani\| Arbitro: \| Tuveri (Cagliari) \| |
| Arbitro:                                            | Tuveri (Cagliari) |               |        |                                                          |

| Arbitro: | D'Elia (Salerno) |

|                               |           |  |
| Iorio 66’ (rig.) Di Carlo 75’ | Marcatori |  |

#### Girone 4
| Squadra           | P.ti | G | V | N | P | GF | GS | DR |
| ----------------- | ---- | - | - | - | - | -- | -- | -- |
| Empoli            | 7    | 5 | 3 | 1 | 1 | 8  | 5  | +3 |
| Torino            | 7    | 5 | 2 | 3 | 0 | 4  | 1  | +3 |
| Cesena            | 4    | 5 | 1 | 2 | 2 | 5  | 5  | 0  |
| Lanerossi Vicenza | 4    | 5 | 1 | 2 | 2 | 6  | 7  | -1 |
| Monza             | 4    | 5 | 1 | 2 | 2 | 4  | 6  | -2 |
| Cremonese         | 4    | 5 | 1 | 2 | 2 | 6  | 9  | -3 |

| Cesena 22 agosto 1984, ore 20:45 CEST 1ª giornata | Cesena        | 0 – 0 referto | Torino | Stadio Dino Manuzzi\| Arbitro: \| Redini (Pisa) \| |
| Arbitro:                                          | Redini (Pisa) |               |        |                                                    |

| Arbitro: | Pirandola (Lecce) |

|                            |           |  |
| Messersì 14’ Lucchetti 87’ | Marcatori |  |

| Arbitro: | Tuveri (Cagliari) |

|  |           |              |
|  | Marcatori | 78’ Calonaci |

| Arbitro: | Greco (Lecce) |

|                                                                   |           |                                 |
| Calonaci 5’ Bertozzi 6’ (aut.) Della Scala 19’ Cinello 70’ (rig.) | Marcatori | 21’ Lucchetti 81’ (rig.) Baggio |

| Arbitro: | Luci (Firenze) |

|  |           |                          |
|  | Marcatori | 7’ Gabriele 76’ Arrigoni |

| Arbitro: | Leni (Perugia) |

|                                         |           |              |
| Schachner 29’ Zaccarelli 35’ Júnior 58’ | Marcatori | 2’ Nicoletti |

| Arbitro: | Coppetelli (Tivoli) |

|                   |           |                        |
| Gelain 63’ (aut.) | Marcatori | 19’ Piccioni 62’ Boito |

| Arbitro: | Ongaro (Rovigo) |

|                            |           |                      |
| Pancheri 42’ Nicoletti 63’ | Marcatori | 11’ (rig.), 78’ Ambu |

| Vicenza 29 agosto 1984, ore 20:45 CEST 3ª giornata | Lanerossi Vicenza         | 0 – 0 referto | Torino | Stadio Romeo Menti\| Arbitro: \| Pezzella (Frattamaggiore) \| |
| Arbitro:                                           | Pezzella (Frattamaggiore) |               |        |                                                               |

| Arbitro: | Lamorgese (Potenza) |

|             |           |              |
| Pancheri 3’ | Marcatori | 55’ Casaroli |

| Arbitro: | Da Pozzo (Monza) |

|                   |           |              |
| Baggio 90’ (rig.) | Marcatori | 23’ Cozzella |

| Torino 2 settembre 1984, ore 20:30 CEST 4ª giornata | Torino              | 0 – 0 referto | Monza | Stadio Comunale\| Arbitro: \| Tubertini (Bologna) \| |
| Arbitro:                                            | Tubertini (Bologna) |               |       |                                                      |

| Arbitro: | Lombardo (Marsala) |

|                     |           |                            |
| Cozzella 60’ (rig.) | Marcatori | 5’ Bonomi 47’ Della Monica |

| Arbitro: | Pieri (Genova) |

|  |           |            |
|  | Marcatori | 56’ Júnior |

| Arbitro: | Bruschini (Firenze) |

|                              |           |              |
| Ambu 51’ (rig.) Pagliari 78’ | Marcatori | 57’ Nicolini |

#### Girone 5
| Squadra    | P.ti | G | V | N | P | GF | GS | DR |
| ---------- | ---- | - | - | - | - | -- | -- | -- |
| Verona     | 9    | 5 | 4 | 1 | 0 | 13 | 4  | +9 |
| Campobasso | 6    | 5 | 2 | 2 | 1 | 7  | 4  | +3 |
| Ascoli     | 5    | 5 | 2 | 1 | 2 | 4  | 4  | 0  |
| Benevento  | 5    | 5 | 2 | 1 | 2 | 6  | 8  | -2 |
| Casarano   | 3    | 5 | 1 | 1 | 3 | 2  | 8  | -6 |
| Catania    | 2    | 5 | 1 | 0 | 4 | 3  | 7  | -4 |

| Arbitro: | Bruschini (Firenze) |

|                               |           |  |
| Goretti 30’ Tacchi 64’ (rig.) | Marcatori |  |

| Arbitro: | Coppetelli (Tivoli) |

|  |           |              |
|  | Marcatori | 54’ Pochesci |

| Arbitro: | Testa (Prato) |

|                                                  |           |                       |
| Elkjær Larsen 7’, 13’, 35’ Di Gennaro 10’ (rig.) | Marcatori | 36’ Lunerti 74’ Orati |

| Arbitro: | Gabbrielli (Prato) |

|               |           |                            |
| Petriello 24’ | Marcatori | 43’ (rig.) Vento Cocomello |

| Campobasso 26 agosto 1984, ore 16:30 CEST 2ª giornata | Campobasso            | 0 – 0 referto | Verona | Stadio Vecchio Romagnoli\| Arbitro: \| Ballerini (La Spezia) \| |
| Arbitro:                                              | Ballerini (La Spezia) |               |        |                                                                 |

| Arbitro: | Casarin (Milano) |

|               |           |  |
| Novellino 28’ | Marcatori |  |

| Arbitro: | Lamorgese (Potenza) |

|                            |           |                |
| Vincenzi 40’ Novellino 61’ | Marcatori | 6’, 83’ Tacchi |

| Arbitro: | Vecchiatini (Bologna) |

|              |           |  |
| Laurenti 29’ | Marcatori |  |

| Arbitro: | Leni (Perugia) |

|                                                            |           |  |
| Briegel 14’, 19’ Di Gennaro 43’ Secchi 44’ (aut.) Donà 72’ | Marcatori |  |

| Arbitro: | Luci (Firenze) |

|  |           |               |
|  | Marcatori | 13’ Petriello |

| Arbitro: | Boschi (Parma) |

|            |           |  |
| Navone 14’ | Marcatori |  |

| Arbitro: | Bianciardi (Siena) |

|                        |           |                                           |
| Ermini 29’ Luvanor 87’ | Marcatori | 28’ Galderisi 41’ Di Gennaro 77’ Tricella |

| Arbitro: | Coppetelli (Tivoli) |

|                                     |           |                        |
| Rebonato 48’ (rig.), 79’ Tacchi 67’ | Marcatori | 22’ (aut.) Ciarlantini |

| Arbitro: | Frigerio (Milano) |

|              |           |  |
| Pedrinho 87’ | Marcatori |  |

| Arbitro: | Ciulli (Roma) |

|           |           |  |
| Bruni 33’ | Marcatori |  |

#### Girone 6
| Squadra   | P.ti | G | V | N | P | GF | GS | DR  |
| --------- | ---- | - | - | - | - | -- | -- | --- |
| Sampdoria | 8    | 5 | 3 | 2 | 0 | 17 | 6  | +11 |
| Bari      | 7    | 5 | 3 | 1 | 1 | 10 | 4  | +6  |
| Catanzaro | 7    | 5 | 3 | 1 | 1 | 8  | 6  | +2  |
| Udinese   | 5    | 5 | 2 | 1 | 2 | 10 | 8  | +2  |
| Lecce     | 3    | 5 | 1 | 1 | 3 | 10 | 9  | +1  |
| Cavese    | 0    | 5 | 0 | 0 | 5 | 2  | 24 | -22 |

Bari qualificato per la migliore differenza reti.
| Arbitro: | Lombardo (Marsala) |

|         |           |              |
| Sola 5’ | Marcatori | 80’ Paciocco |

| Arbitro: | Longhi (Roma) |

|              |           |             |
| Cascione 18’ | Marcatori | 74’ Francis |

| Arbitro: | Pieri (Genova) |

|  |           |                           |
|  | Marcatori | 34’, 72’ Gerolin 40’ Zico |

| Arbitro: | Esposito (Torre del Greco) |

|                            |           |           |
| Galluzzo 15’ Piraccini 21’ | Marcatori | 16’ Rossi |

| Arbitro: | Coppetelli (Tivoli) |

|             |           |                           |
| Fratena 33’ | Marcatori | 47’ Pesce 60’ (aut.) Oddi |

| Arbitro: | Bianciardi (Siena) |

|  |           |                       |
|  | Marcatori | 18’, 52’, 69’ Francis |

| Arbitro: | Magni (Bergamo) |

|  |           |          |
|  | Marcatori | 53’ Bivi |

| Arbitro: | Tubertini (Bologna) |

|                                                                                |           |             |
| Vialli 1’, 42’ Pari 18’ Beccalossi 23’, 39’ Salsano 57’ Renica 61’ Mancini 70’ | Marcatori | 28’ Fratena |

| Arbitro: | Lanese (Messina) |

|                             |           |             |
| Orlandi 71’ (aut.) Zico 89’ | Marcatori | 25’ Luperto |

| Arbitro: | Bergamo (Livorno) |

|                     |           |               |
| Mauro 57’ Pesce 75’ | Marcatori | 74’ Carnevale |

| Arbitro: | Ongaro (Rovigo) |

|                                                      |           |  |
| Di Chiara 6’, 41’, 44’ Cipriani 10’, 78’ (rig.), 84’ | Marcatori |  |

| Arbitro: | Mattei (Macerata) |

|                                 |           |          |
| Renica 20’ De Trizio 25’ (aut.) | Marcatori | 10’ Sola |

| Arbitro: | Luci (Firenze) |

|                                                   |           |  |
| Cupini 11’ Bergossi 18’, 78’ Bivi 66’, 81’ (rig.) | Marcatori |  |

| Arbitro: | Leni (Perugia) |

|  |           |                           |
|  | Marcatori | 4’, 38’ Lorenzo 55’ Pesce |

| Arbitro: | Pairetto (Torino) |

|                                      |           |                                |
| Cattaneo 8’ Zico 40’ De Agostini 72’ | Marcatori | 15’ Scanziani 59’, 70’ Francis |

#### Girone 7
| Squadra        | P.ti | G | V | N | P | GF | GS | DR  |
| -------------- | ---- | - | - | - | - | -- | -- | --- |
| Juventus       | 9    | 5 | 4 | 1 | 0 | 17 | 2  | +15 |
| Cagliari       | 6    | 5 | 3 | 0 | 2 | 7  | 6  | +1  |
| Atalanta       | 6    | 5 | 1 | 4 | 0 | 6  | 5  | +1  |
| Taranto        | 4    | 5 | 1 | 2 | 2 | 5  | 6  | -1  |
| Palermo        | 3    | 5 | 1 | 1 | 3 | 4  | 11 | -7  |
| Sambenedettese | 2    | 5 | 0 | 2 | 3 | 1  | 10 | -9  |

Cagliari qualificato per il maggiore numero di reti segnate a parità di differenza reti.
| Arbitro: | Magni (Bergamo) |

|                                                        |           |  |
| Briaschi 8’, 26’, 59’ Cabrini 58’ Rossi 63’ Boniek 88’ | Marcatori |  |

| Arbitro: | Baldi (Roma) |

|  |           |                    |
|  | Marcatori | 54’ Uribe 88’ Poli |

| Arbitro: | Tubertini (Bologna) |

|                  |           |                                |
| Formoso 67’, 81’ | Marcatori | 10’ Strömberg 78’ (rig.) Soldà |

| Arbitro: | Longhi (Roma) |

|  |           |                                    |
|  | Marcatori | 6’ Briaschi 25’ Boniek 62’ Vignola |

| San Benedetto del Tronto 26 agosto 1984, ore 20:45 CEST 2ª giornata | Sambenedettese   | 0 – 0 referto | Atalanta | Stadio Fratelli Ballarin\| Arbitro: \| Lanese (Messina) \| |
| Arbitro:                                                            | Lanese (Messina) |               |          |                                                            |

| Arbitro: | Tuveri (Cagliari) |

|            |           |  |
| Bordin 14’ | Marcatori |  |

| Arbitro: | Boschi (Parma) |

|              |           |  |
| Donadoni 81’ | Marcatori |  |

| Arbitro: | Lombardo (Marsala) |

|           |           |  |
| Rossi 78’ | Marcatori |  |

| Arbitro: | Bruschini (Firenze) |

|                               |           |  |
| Guerini 59’ Picano 75’ (rig.) | Marcatori |  |

| Arbitro: | Paparesta (Bari) |

|                        |           |                         |
| Perico 28’ Gentile 38’ | Marcatori | 26’ Boniek 78’ Briaschi |

| Arbitro: | Greco (Lecce) |

|                           |           |           |
| Crusco 21’, 81’ Piras 58’ | Marcatori | 86’ Testa |

| Arbitro: | Testa (Prato) |

|             |           |            |
| Manfrin 15’ | Marcatori | 51’ Traini |

| Arbitro: | Sguizzato (Verona) |

|                                                     |           |  |
| Pioli 13’ Briaschi 34’ Platini 49’, 52’, 69’ (rig.) | Marcatori |  |

| Arbitro: | Bergamo (Livorno) |

|             |           |                   |
| Pircher 67’ | Marcatori | 89’ (rig.) Magrin |

| Arbitro: | Pezzella (Frattamaggiore) |

|                   |           |                                  |
| Traini 18’ (rig.) | Marcatori | 70’ Venturi 79’ (aut.) Tortorici |

#### Girone 8
| Squadra    | P.ti | G | V | N | P | GF | GS | DR |
| ---------- | ---- | - | - | - | - | -- | -- | -- |
| Fiorentina | 8    | 5 | 3 | 2 | 0 | 11 | 2  | +9 |
| Napoli     | 8    | 5 | 3 | 2 | 0 | 11 | 2  | +9 |
| Arezzo     | 5    | 5 | 2 | 1 | 2 | 4  | 7  | -3 |
| Pescara    | 4    | 5 | 1 | 2 | 2 | 4  | 7  | -3 |
| Casertana  | 4    | 5 | 1 | 2 | 2 | 2  | 5  | -3 |
| Perugia    | 1    | 5 | 0 | 1 | 4 | 0  | 9  | -9 |

| Caserta 22 agosto 1984, ore 17:30 CEST 1ª giornata | Casertana     | 0 – 0 referto | Pescara | Stadio Alberto Pinto\| Arbitro: \| Greco (Lecce) \| |
| Arbitro:                                           | Greco (Lecce) |               |         |                                                     |

| Arbitro: | Lanese (Messina) |

|                                                  |           |               |
| Maradona 20’ Penzo 52’ Bertoni 64’ De Vecchi 77’ | Marcatori | 36’ Tovalieri |

| Arbitro: | Paparesta (Bari) |

|  |           |                                            |
|  | Marcatori | 41’, 54’ Monelli 70’ Passarella 90’ Pulici |

| Arbitro: | Da Pozzo (Monza) |

|             |           |  |
| Bertoni 73’ | Marcatori |  |

| Arbitro: | Sguizzato (Verona) |

|                                           |           |  |
| Maradona 18’ (rig.) Penzo 44’ Bertoni 48’ | Marcatori |  |

| Arbitro: | Mattei (Macerata) |

|  |           |                                       |
|  | Marcatori | 11’ Massaro 30’ Oriali 80’ Passarella |

| Arbitro: | Frigerio (Milano) |

|               |           |               |
| Tovalieri 63’ | Marcatori | De Martino 6’ |

| Arbitro: | Pirandola (Lecce) |

|                       |           |            |
| Passarella 26’ (rig.) | Marcatori | 8’ Cazzani |

| Perugia 29 agosto 1984, ore 20:30 CEST 3ª giornata | Perugia       | 0 – 0 referto | Napoli | Stadio Renato Curi\| Arbitro: \| Redini (Pisa) \| |
| Arbitro:                                           | Redini (Pisa) |               |        |                                                   |

| Arbitro: | Tuveri (Cagliari) |

|              |           |  |
| Frigerio 75’ | Marcatori |  |

| Arbitro: | Pezzella (Frattamaggiore) |

|                 |           |  |
| Monelli 4’, 80’ | Marcatori |  |

| Arbitro: | Ciulli (Roma) |

|  |           |                                    |
|  | Marcatori | 16’ Penzo 51’ Bertoni 82’ Maradona |

| Arbitro: | Vecchiatini (Bologna) |

|          |           |  |
| Neri 55’ | Marcatori |  |

| Arbitro: | Casarin (Milano) |

|             |           |             |
| Bertoni 65’ | Marcatori | 55’ Monelli |

| Arbitro: | Ongaro (Rovigo) |

|  |           |                             |
|  | Marcatori | De Rosa 11’, 45’ Tacchi 63’ |

### Fase finale

#### Ottavi di finale
Si sono disputati l'andata il 13 febbraio e il ritorno il 27 febbraio 1985.
| Squadra 1  | Totale      | Squadra 2 | Andata | Ritorno |
| ---------- | ----------- | --------- | ------ | ------- |
| Campobasso | 2 - 4       | Juventus  | 1 - 0  | 1 - 4   |
| Empoli     | 0 - 2       | Inter     | 0 - 1  | 0 - 1   |
| Fiorentina | 5 - 0       | Bari      | 4 - 0  | 1 - 0   |
| Genoa      | 1 - 3       | Verona    | 0 - 1  | 1 - 2   |
| Milan      | 3 - 2       | Napoli    | 2 - 1  | 1 - 1   |
| Parma      | 1 - 1 (gfc) | Roma      | 0 - 0  | 1 - 1   |
| Pisa       | 1 - 4       | Sampdoria | 1 - 2  | 0 - 2   |
| Torino     | 1 - 0       | Cagliari  | 1 - 0  | 0 - 0   |

##### Tabellini
| Arbitro: | Coppetelli (Tivoli) |

|                  |           |  |
| Pioli 38’ (aut.) | Marcatori |  |

| Arbitro: | Testa (Prato) |

|                                               |           |             |
| Platini 22’ Brio 35’ Briaschi 56’ Vignola 71’ | Marcatori | 15’ Perrone |

| Arbitro: | Esposito (Torre del Greco) |

|  |           |               |
|  | Marcatori | 43’ Altobelli |

| Arbitro: | Magni (Bergamo) |

|               |           |  |
| Altobelli 45’ | Marcatori |  |

| Arbitro: | Lamorgese (Potenza) |

|                                                 |           |  |
| Sócrates 40’ Pulici 47’ Gentile 67’ Monelli 90’ | Marcatori |  |

| Arbitro: | Coppetelli (Tivoli) |

|  |           |                |
|  | Marcatori | 37’ Pellegrini |

| Arbitro: | Bianciardi (Siena) |

|  |           |                   |
|  | Marcatori | 46’ Elkjær Larsen |

| Arbitro: | Pirandola (Lecce) |

|                     |           |              |
| Di Gennaro 71’, 78’ | Marcatori | 82’ Policano |

| Arbitro: | Mattei (Macerata) |

|                                         |           |           |
| Battistini 14’ Di Bartolomei 51’ (rig.) | Marcatori | 46’ Bagni |

| Arbitro: | Baldi (Roma) |

|                |           |                |
| Caffarelli 78’ | Marcatori | 40’ Battistini |

| Parma 13 febbraio 1985, ore 20:30 CET Ottavi di finale - Andata | Parma          | 0 – 0 referto | Roma | Stadio Ennio Tardini\| Arbitro: \| Leni (Perugia) \| |
| Arbitro:                                                        | Leni (Perugia) |               |      |                                                      |

| Arbitro: | Mattei (Macerata) |

|           |           |              |
| Iorio 28’ | Marcatori | 70’ Marocchi |

| Arbitro: | Baldi (Roma) |

|               |           |                |
| Berggreen 46’ | Marcatori | 5’, 62’ Vialli |

| Arbitro: | Lanese (Messina) |

|                         |           |  |
| Pari 22’ Beccalossi 61’ | Marcatori |  |

| Arbitro: | Magni (Bergamo) |

|                   |           |  |
| Júnior 86’ (rig.) | Marcatori |  |

| Cagliari 27 febbraio 1985, ore 20:30 CET Ottavi di finale - Ritorno | Cagliari           | 0 – 0 referto | Torino | Stadio Sant'Elia\| Arbitro: \| Bianciardi (Siena) \| |
| Arbitro:                                                            | Bianciardi (Siena) |               |        |                                                      |

#### Quarti di finale
Si sono disputati l'andata il 12 giugno e il ritorno il 19 giugno 1985.
| Squadra 1 | Totale | Squadra 2  | Andata | Ritorno     |
| --------- | ------ | ---------- | ------ | ----------- |
| Milan     | 1 - 0  | Juventus   | 0 - 0  | 1 - 0       |
| Parma     | 1 - 3  | Fiorentina | 1 - 0  | 0 - 3       |
| Torino    | 2 - 4  | Sampdoria  | 0 - 0  | 2 - 4       |
| Verona    | 4 - 5  | Inter      | 3 - 0  | 1 - 5 (dts) |

##### Tabellini
| Milano 12 giugno 1985, ore 20:30 CEST Quarti di finale - Andata | Milan          | 0 – 0 referto | Juventus | Stadio Giuseppe Meazza\| Arbitro: \| Pieri (Genova) \| |
| Arbitro:                                                        | Pieri (Genova) |               |          |                                                        |

| Arbitro: | Lo Bello (Siracusa) |

|  |           |            |
|  | Marcatori | 27’ Virdis |

| Arbitro: | Magni (Bergamo) |

|             |           |  |
| Barbuti 80’ | Marcatori |  |

| Arbitro: | Lanese (Messina) |

|                              |           |  |
| Moz 3’ Pulici 16’ Oriali 37’ | Marcatori |  |

| Torino 12 giugno 1985, ore 20:30 CEST Quarti di finale - Andata | Torino           | 0 – 0 referto | Sampdoria | Stadio Comunale\| Arbitro: \| Casarin (Milano) \| |
| Arbitro:                                                        | Casarin (Milano) |               |           |                                                   |

| Arbitro: | Lombardo (Marsala) |

|                                                    |           |                       |
| Vierchowod 10’ Francis 54’ (rig.), 63’ Mancini 89’ | Marcatori | 60’ Francini 61’ Comi |

| Arbitro: | Agnolin (Bassano del Grappa) |

|                                              |           |  |
| Sacchetti 33’ Galderisi 69’ (rig.) Bruni 85’ | Marcatori |  |

| Arbitro: | Mattei (Macerata) |

|                                                         |           |             |
| Rummenigge 17’, 25’ Altobelli 50’ Causio 97’ Brady 118’ | Marcatori | 107’ Larsen |

#### Semifinali
Si sono disputate l'andata il 23 giugno e il ritorno il 26 giugno 1985.
| Squadra 1  | Totale | Squadra 2 | Andata | Ritorno |
| ---------- | ------ | --------- | ------ | ------- |
| Fiorentina | 1 - 3  | Sampdoria | 0 - 0  | 1 - 3   |
| Inter      | 2 - 3  | Milan     | 1 - 2  | 1 - 1   |

##### Tabellini
| Firenze 23 giugno 1985, ore 20:30 CEST Semifinali - Andata | Fiorentina        | 0 – 0 referto | Sampdoria | Stadio Comunale\| Arbitro: \| Pairetto (Torino) \| |
| Arbitro:                                                   | Pairetto (Torino) |               |           |                                                    |

| Arbitro: | Casarin (Milano) |

|                                                    |           |                |
| Occhipinti 8’ (aut.) Francis 39’ (rig.) Vialli 60’ | Marcatori | 75’ Pellegrini |

| Arbitro: | Mattei (Macerata) |

|                |           |                       |
| Rummenigge 25’ | Marcatori | 30’ Virdis 85’ Icardi |

| Arbitro: | D'Elia (Salerno) |

|                 |           |                  |
| Scarnecchia 77’ | Marcatori | 54’ (rig.) Brady |

#### Finali
Si sono disputate l'andata il 30 giugno e il ritorno il 3 luglio 1985.
| Squadra 1 | Totale | Squadra 2 | Andata | Ritorno |
| --------- | ------ | --------- | ------ | ------- |
| Milan     | 1 - 3  | Sampdoria | 0 - 1  | 1 - 2   |

##### Andata
| Arbitro: | Redini (Pisa) |

| |            | |
| | Marcatori  | 24’ Souness |
| Giuliano Terraneo Franco Baresi Mauro Tassotti Andrea Icardi Sergio Battistini Alberico Evani Vinicio Verza Ray Wilkins Mark Hateley Roberto Scarnecchia (46' Luigi Russo) Pietro Paolo Virdis | Formazioni | Ivano Bordon Antonio Paganin Roberto Galia Fausto Pari Pietro Vierchowod Luca Pellegrini Alessandro Scanziani Graeme Souness Trevor Francis (63' Roberto Mancini) Fausto Salsano (87' Alessandro Renica) Gianluca Vialli |
| Nils Liedholm | Allenatori | Eugenio Bersellini |

##### Ritorno
| Arbitro: | Agnolin (Bassano del Grappa) |

| |            | |
| Mancini 41’ (rig.) Vialli 61’ | Marcatori  | 66’ Virdis |
| Ivano Bordon Antonio Paganin Alessandro Renica Fausto Pari Pietro Vierchowod Luca Pellegrini Alessandro Scanziani Graeme Souness Roberto Mancini Fausto Salsano (88' Francesco Casagrande) Gianluca Vialli | Formazioni | Giuliano Terraneo Franco Baresi (77' Alberico Evani) Luigi Russo (46' Roberto Scarnecchia) Andrea Icardi Agostino Di Bartolomei Mauro Tassotti Giuseppe Incocciati Ray Wilkins Mark Hateley Sergio Battistini Pietro Paolo Virdis |
| Eugenio Bersellini | Allenatori | Nils Liedholm |